# کیت هادسن
کیت گری هادسون(به انگلیسی: Kate Garry Hudson) (زاده ۱۹ آوریل ۱۹۷۹) هنرپیشه آمریکایی است.

## خانواده
بیل هادسون و گلدی هان والدین کیت و کرت راسل پدرخوانده وی است
الیور هادسون و وایت راسل برادران وی هستند

## جوایز و افتخارات
- تقریباً مشهور (۲۰۰۰)
  - جایزه گلدن گلوب بهترین بازیگر نقش مکمل زن (۵۸ام)
  - نامزد بهترین اجرای برای نقش مکمل در فیلم- درام عملکرد فوق‌العاده توسط یک بازیگر زن در نقش مکمل (هفتمین مراسم جایزه انجمن بازیگران فیلم)
  - نامزد جایزه اسکار بهترین بازیگر نقش مکمل زن
  - نامزد جایزه بفتای بهترین بازیگر نقش اول زن
  - نامزد جوایز برگزیده نوجوانان
  - نامزد جایزه انجمن بازیگران فیلم برای بهترین بازیگر نقش مکمل زن

## فیلم‌شناسی
- آبی بیابان (۱۹۹۸)
- ۲۰۰ سیگار (۱۹۹۹)
- تقریباً مشهور (۲۰۰۰)
- دکتر تی و زنان (۲۰۰۰)
- سخن‌چینی (۲۰۰۰)
- پخش زنده شنبه شب (۲۰۰۰)
- درباره آدام (۲۰۰۱)
- چهار پر (۲۰۰۲)
- طلاق (۲۰۰۳)
- چگونه مردی را در ۱۰ روز از دست بدهیم (۲۰۰۳)
- الکس و اما (۲۰۰۳)
- بزرگ کردن هلن (۲۰۰۴)
- شاه‌کلید (۲۰۰۵)
- شما، من و دوپری (۲۰۰۶)
- پیریت (۲۰۰۸)
- دختر بهترین دوست من (۲۰۰۸)
- جنگ عروس‌ها (۲۰۰۹)
- ناین (۲۰۰۹)
- قاتل درون من (۲۰۱۰)
- تکه‌ای از بهشت (۲۰۱۱)
- قرض گرفته شده (۲۰۱۱)
- بنیادگرای بی میل (۲۰۱۲)
- گلی (مجموعه تلویزیونی)(۱۳–۲۰۱۲)
- مردم خوب (۲۰۱۴)
- کاش من اینجا بودم (۲۰۱۴)
- قصبه را بلرزان (۲۰۱۵)
- دیپ‌واتر هورایزن (۲۰۱۶)
- روز مادر (۲۰۱۶)
- پاندای کونگ‌فوکار ۳ (۲۰۱۶)
- مارشال (۲۰۱۷)
- مؤسسه (۲۰۱۷)
- موسیقی (۲۰۲۱)
- مونالیزا و ماه خونین (۲۰۲۱)
- شرایور (۲۰۲۲)
- چاقوکشی ۲ (۲۰۲۲)